# Aleurolobus hosurensis
Aleurolobus hosurensis là một loài côn trùng cánh nửa trong họ Aleyrodidae, phân họ Aleyrodinae.
Aleurolobus hosurensis được Regu & David miêu tả khoa học đầu tiên năm 1993.